# Свидвин
Свидвин (пољ. Świdwin) је град у Пољској у Војводству Западно Поморје у Повјату свидвињском. Према попису становништва из 2011. у граду је живело 15.931 становника.

## Становништво
Према прелиминарним подацима са пописа, у граду је 2011. живело 15.931 становника.
| 2002.  | 2011.  | 2012.  |
| ------ | ------ | ------ |
| 16.100 | 15.931 | 15.798 |

## Партнерски градови
- Заниц
- Пренцлау